# Palais Mezzabarba
Le palais Mezzabarba est un palais de Pavie, en Lombardie, un exemple notable du rococo lombard, c'est l'hôtel de ville de Pavie depuis 1875.

## Histoire
Les Mezzabarba sont une ancienne et noble famille de Pavie, connue depuis le XIIe siècle et qui a reçu le titre de comte par Philippe III d'Espagne qui a accordé à Alessandro Mezzabarba le fief de Corvino et d'autres lieux. Entre 1726 et 1732, les aristocrates Pavese Girolamo et Giuseppe Mezzabarba ont chargé l'architecte Pavese Giovanni Antonio Veneroni de reconstruire l'ancienne résidence citadine du XVIe siècle selon les préceptes du style rococo, alors en vogue,. A côté du palais, Carlo Ambrogio Mezzabarba, légat du pape en Chine, patriarche d'Alexandrie en 1719 et évêque de Lodi à partir de 1725, fit alors construire un oratoire privé en 1734, dédié aux saints Quirico et Giulitta.
En 1872, la municipalité acquit le bâtiment qui devint en 1875 la mairie de Pavie, d'abord installé dans le Broletto.

## Architecture
Le bâtiment a un plan en « T »,  structuré sur deux cours. La façade, sur laquelle s'ouvrent deux portes (symétriques, dont celle de droite est fausse), munies de colonnes, s'enrichit de décors sinueux, comme des coquilles, typiques du répertoire rococo. La façade du bâtiment, avec trois étages au-dessus du sol d'importance presque égale, a une charpente qui pourrait être définie comme pré-néoclassique, basée sur le balayage obtenu au moyen des pilastres verticaux, légèrement en surplomb, qui s'élèvent de la base à la corniche sous les avant-toits; anticipant ainsi ce qui sera préféré plus tard à l'antique superposition d'ordres. Seule l'alternance horizontale d'amplitude des fonds ainsi obtenue atténue une subdivision aussi sévère et péremptoire. Mais le plus grand contraste s'observe entre la sévérité des pilastres et l'abondance d'éléments architecturaux-décoratifs des fenêtres et plus encore des balcons, où la courbe et l'angle prennent un aspect plastique plutôt qu'architectural et la pierre de dont ils sont des faits semblent assumer une nature charnelle. À l'origine, la place devant le bâtiment était beaucoup plus étroite et ce n'est qu'entre 1911 et 1936 qu'elle fut agrandie, donnant ainsi une vue différente à la façade du bâtiment, en raison de la démolition d'un groupe de maisons faisant face au bâtiment. Au rez-de-chaussée, un portique (marqué par des colonnes de granit par paires ou par groupes grandioses de quatre) conduit au grand escalier, à partir duquel on accède aux salles de l'étage noble de l'édifice. Les intérieurs du bâtiment conservent d'importantes fresques du XVIIIe siècle, principalement à thème mythologique, comme celles de la salle de bal (où la galerie des musiciens est conservée sous le plafond) tandis que d'autres sont présentes dans les autres pièces. La salle de bal (aujourd'hui salle du conseil municipal) a été entièrement décorée de fresques par Giovanni Angelo Borroni, qui a peint au plafond le triomphe des arts et des sciences sur les vices et l'ignorance, et orné les murs d'histoires de Diane traitées avec une vive imagination. D'intéressantes fresques du même auteur subsistent dans d'autres salles : Iris apparaît en songe à Éole, le Chariot du Soleil et Agar et Ismaël. La plupart des fresques des salles ont été réalisées (ainsi que par Giovanni Angelo Borroni) également par Pietro Maggi, Francesco Maria Bianchi, qui a peint les voûtes des salles représentatives.

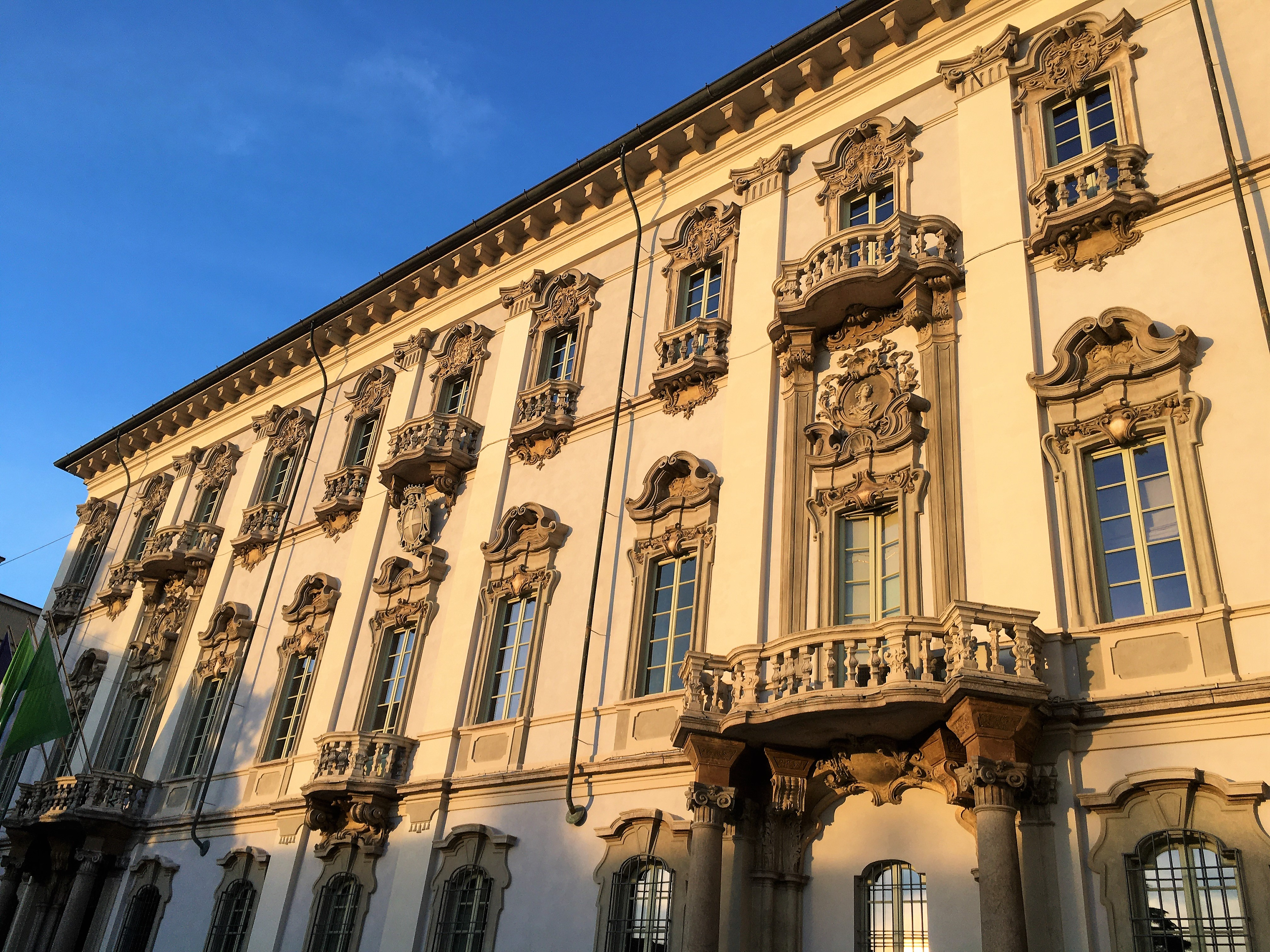
La façade.
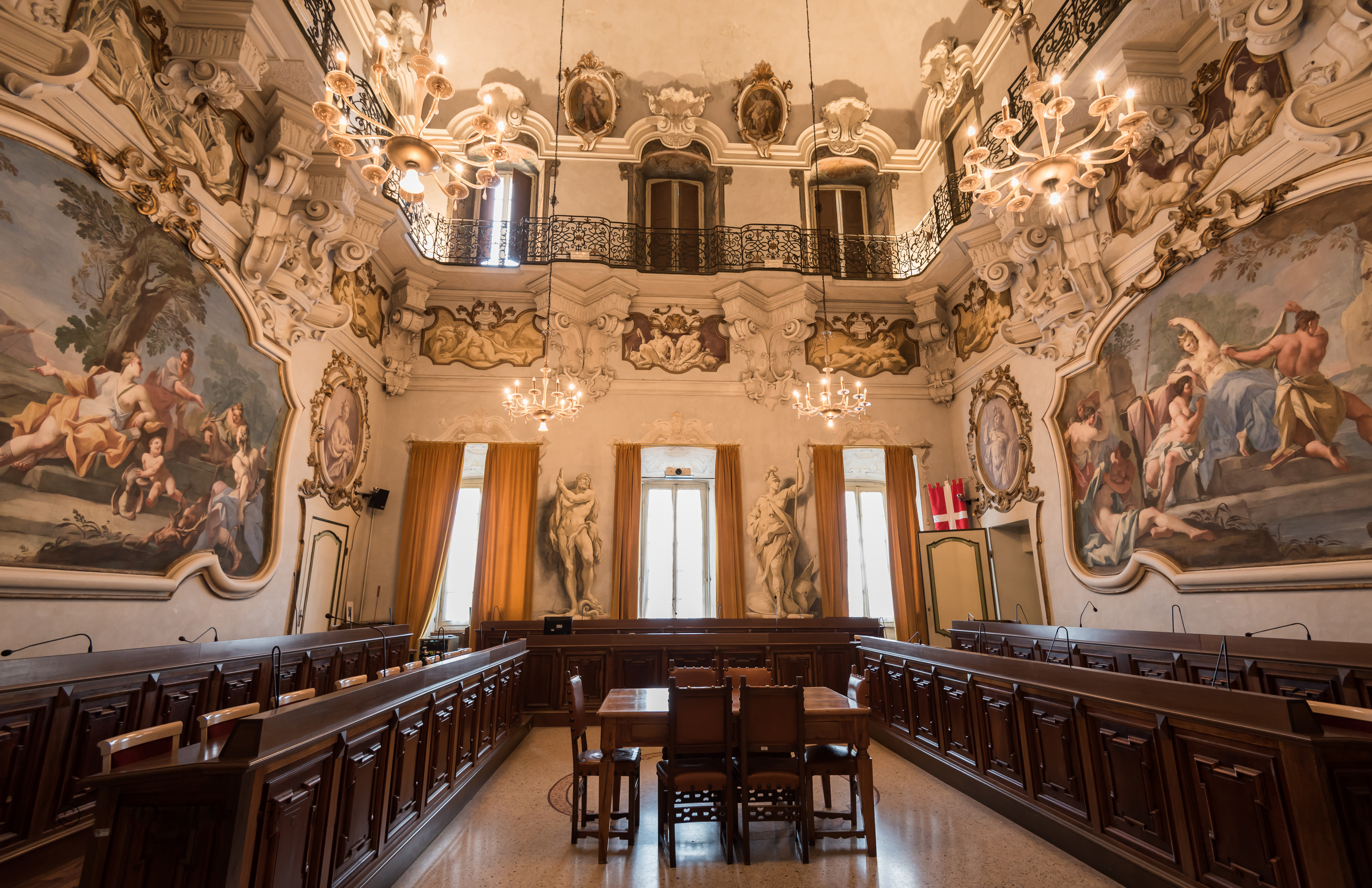
La salle de bal décorée de fresques par Giovanni Angelo Borroni, maintenant la salle du conseil.
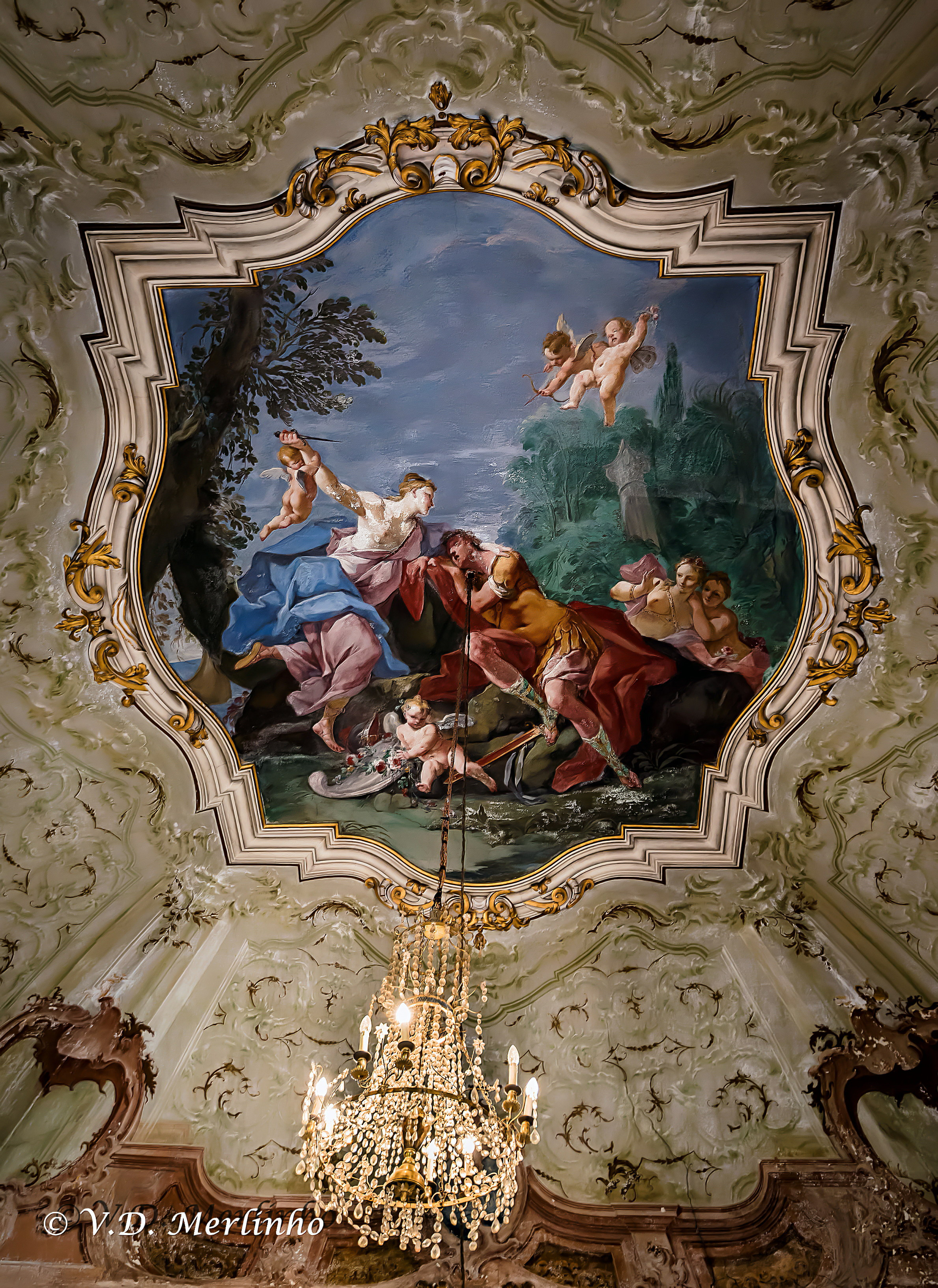
Une des salles décorée de fresques par Giovanni Angelo Borroni.
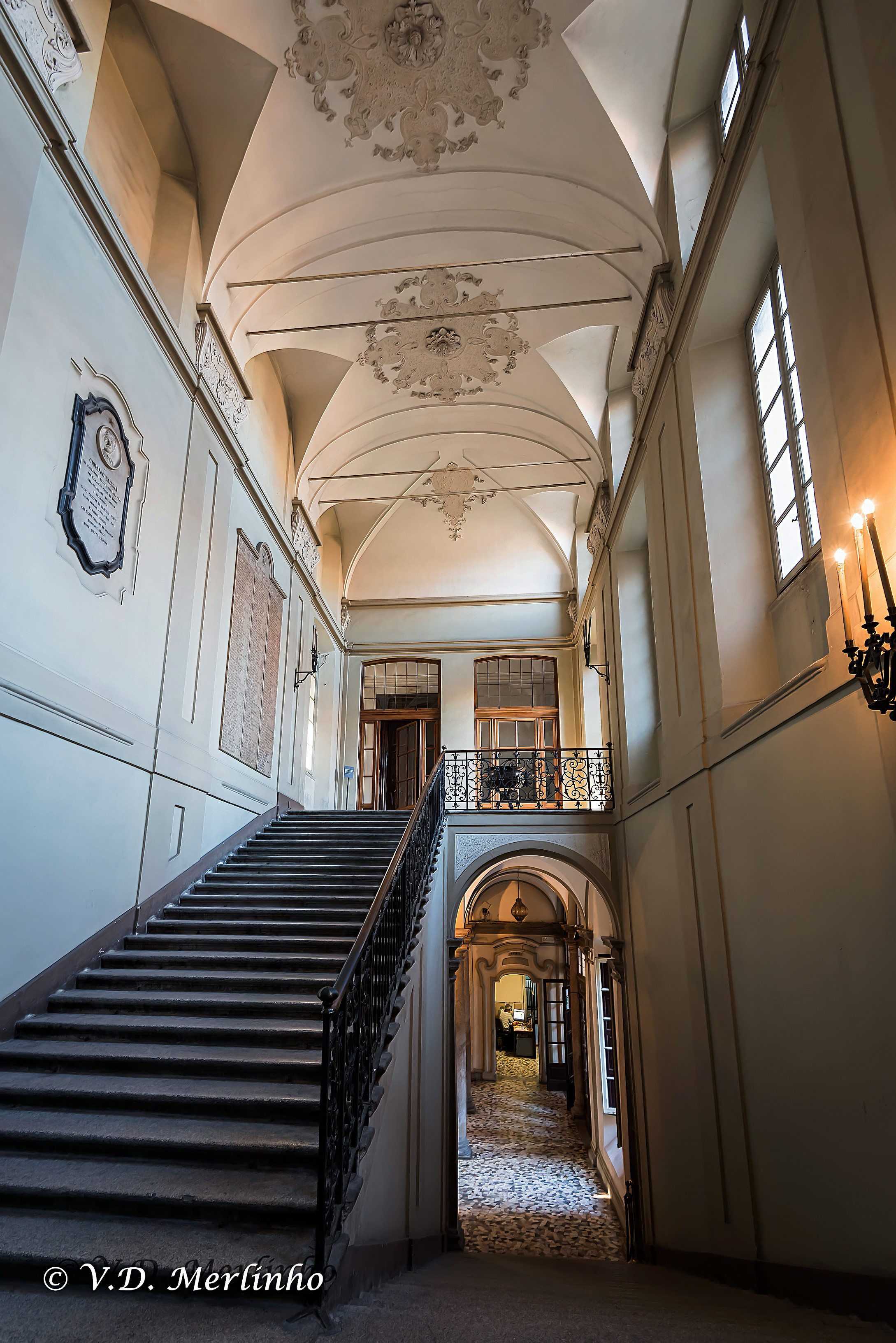
L'escalier.
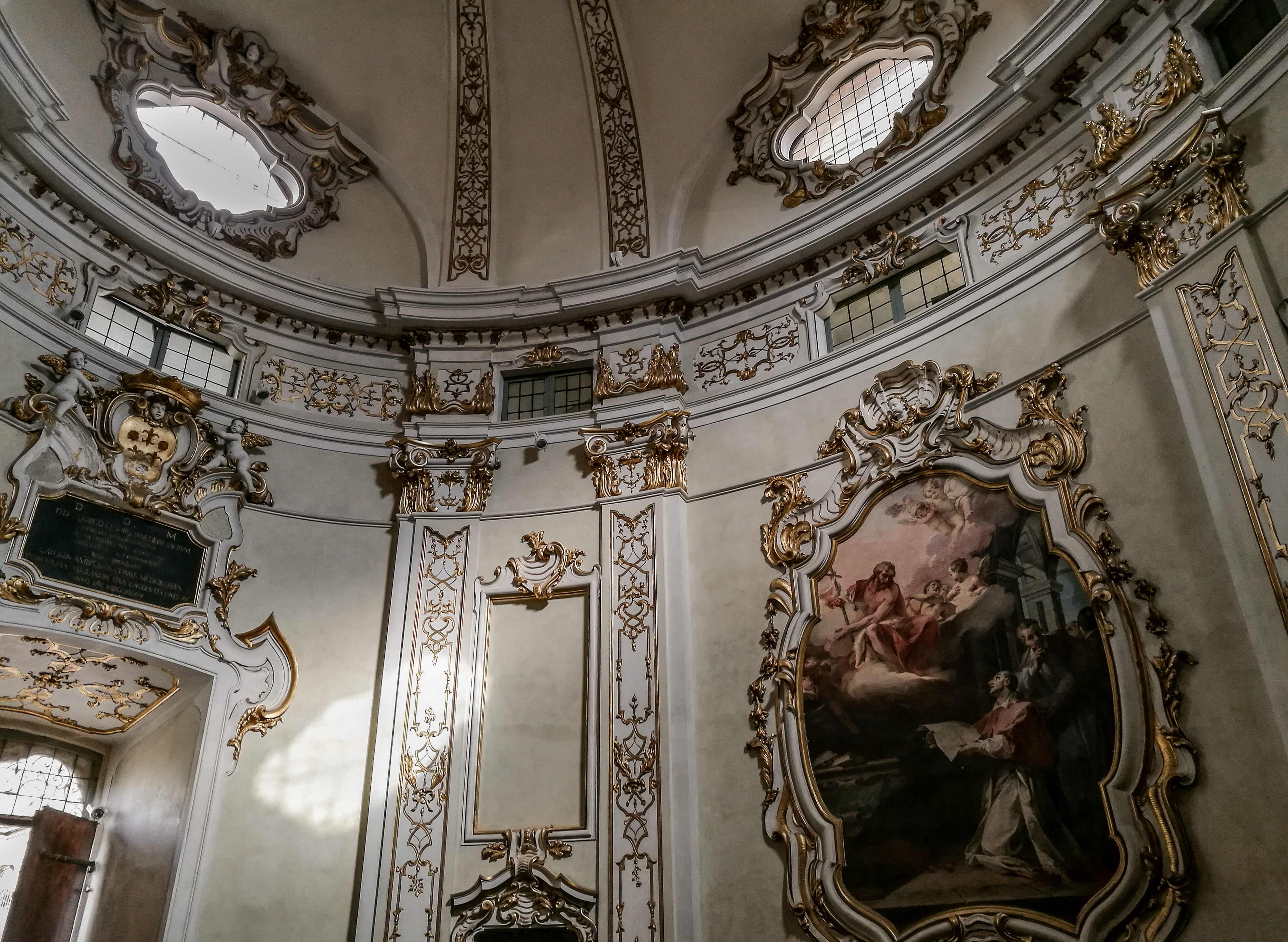
L'intérieur de l'oratoire, décoré de fresques par Pietro Antonio Magatti.
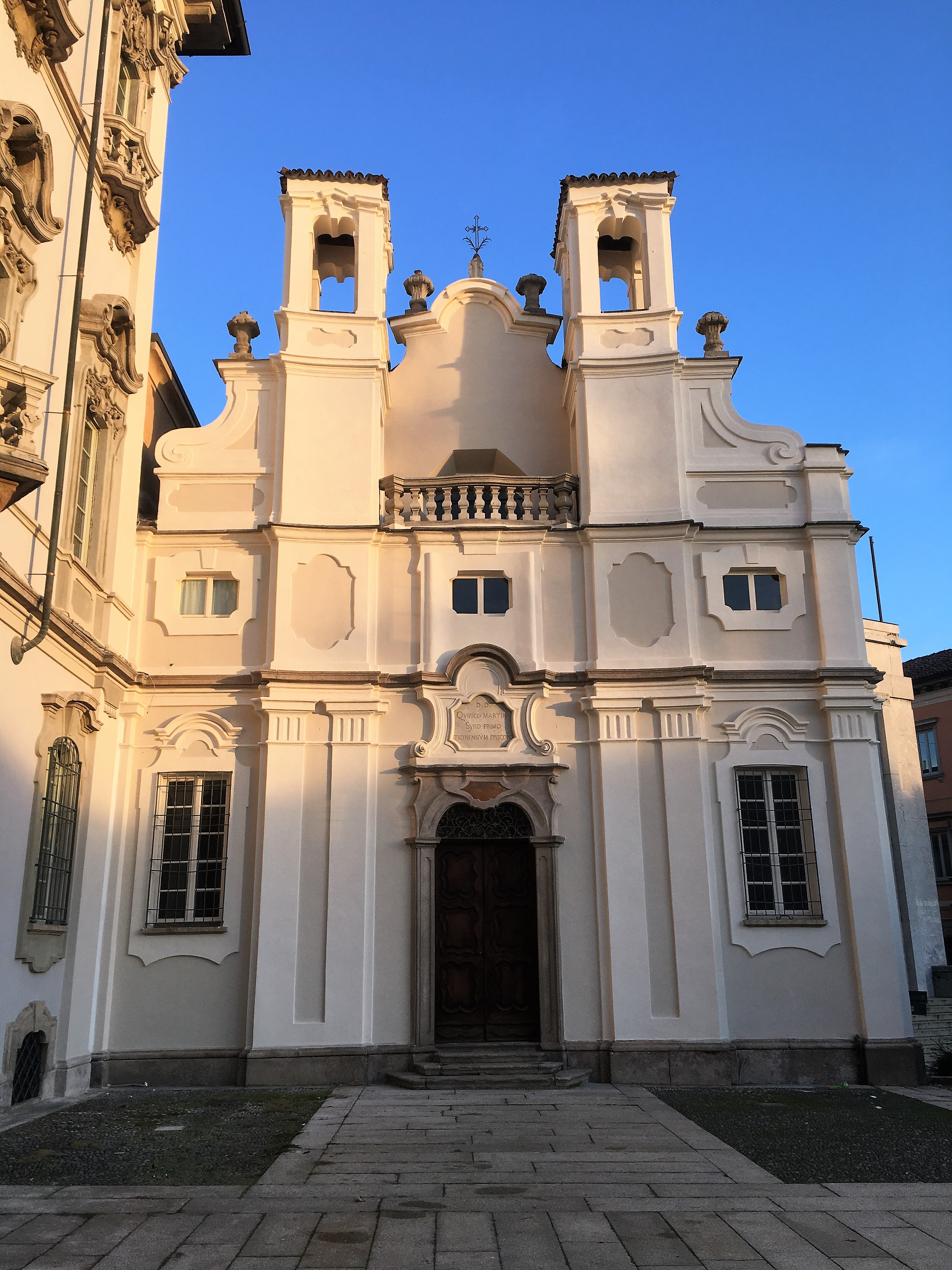
La façade de l'oratoire.

## Oratoire des Saints Quirico et Giulitta
En 1733, Carlo Ambrogio Mezzabarba, patriarche titulaire d'Alexandrie et évêque de Lodi, chargea l'architecte Giovanni Antonio Veneroni de concevoir un oratoire dans l'angle oriental de l'édifice, immédiatement dédié aux saints Quirico et Giulitta. Les travaux pour la construction de la nouvelle église furent très rapides, si bien qu'en 1734 l'oratoire fut achevé. L'oratoire est attaché au rez-de-chaussée du bâtiment voisin, à partir duquel, bien que sous des formes plus sévères, il intègre de nombreux éléments décoratifs de la façade principale. La façade a deux petits clochers, qui convergent vers le centre du bâtiment et sont reliés par un balcon. L'intérieur, au plan elliptique, est entièrement enrichi de baguettes dorées. La fresque de la voûte, représentant la Gloire des saints Cyricus et Julitta, est l'œuvre du peintre milanais Francesco Maria Bianchi, tandis que les murs conservent deux fresques de Pietro Antonio Magatti, dans lesquelles sont peints l'Immaculée Conception et saint Charles Borromée. Aussi par Magatti est le retable, qui représente le martyre des saints Cyricus et Julitta.